# روب هاردي
روب هاردي (بالإنجليزية: Rob Hardy)‏ هو مخرج أمريكي، ولد في 22 يوليو 1971 في فيلادلفيا في الولايات المتحدة.

## وصلات خارجية
- الموقع الرسمي
- روب هاردي على موقع IMDb (الإنجليزية)
- روب هاردي على موقع أول موفي (الإنجليزية)
- روب هاردي على موقع بوكس أوفيس موجو (الإنجليزية)
- روب هاردي على موقع قاعدة بيانات الفيلم (الإنجليزية)
- روب هاردي على موقع كينوبويسك (الروسية)